# لگو دزدان دریایی کارائیب: بازی ویدئویی
لگو دزدان دریایی کارائیب: بازی ویدئویی (انگلیسی: Lego Pirates of the Caribbean: The Video Game) یک بازی ویدئویی اکشن-ماجراجویی با مضمون لگو است که توسط ترولز تلز توسعه یافته و به وسیلهٔ استودیو دیزنی اینتراکتیو عرضه شده‌است. این بازی که در ماه مه ۲۰۱۱ منتشر شد، همزمان با انتشار دزدان دریایی کارائیب: سوار بر امواج ناشناخته، بر اساس سری فیلم‌های دزدان دریایی کارائیب ساخته شده‌است و خط داستانی آن چهار فیلم اول را پوشش می‌دهد. این بازی ویدئویی برای مایکروسافت ویندوز، مک‌اواس، نینتندو ۳دی‌اس، نینتندو دی‌اس، پلی‌استیشن ۳، پلی‌استیشن همراه، وی و اکس‌باکس ۳۶۰ در دسترس است.